# Ромер, Фёдор Эмилиевич
Фёдор Эми́лиевич Ро́мер (1838, Смоленск — 1901, Орловская губерния) — русский писатель, поэт и публицист и общественный деятель; садовод.

## Происхождение
Родился 20 августа 1838 года в Смоленске. Его отец, Эмиль Павлович Ромер, приехал в Россию в 1822 году, до 1860-х годов управлял крупными имениями в Центральной и Южной России, а затем приобрёл собственное имение Богородицкое в Карачевском уезде Орловской губернии. Мать, Евросиния Михайловна Лызлова, была дочерью смоленского дворянина. Один из его братьев, Павел Эмилиевич, был известным математиком, профессором Киевского университета. Другой брат, Владимир Эмилиевич (1840—1907) — потомственный почётный гражданин Брянска, коммерции советник, владелец имения Хотылёво, с 1902 года председатель правления Орловского коммерческого банка, был почетным мировым судьёй Брянского уезда, был избран в Государственный Совет Российской империи.

## Биография
Учился на историко-филологическом факультете киевского университета Св. Владимира. Ещё студентом, в 1858 году начал публиковать в «Сыне Отечества» переводы из Беранже; в 1859 году в «Отечественных записках» был напечатан его рассказ «M-lle Катишь», а в газете «Киевлянин» были напечатаны его весёлые, полные едкого остроумия очерки на сюжеты из местной жизни, а также стихотворный цикл «Альбом мюнхенских профессоров», в котором описывались профессора Киевского университета. В 1860 году он окончил курс университета и был оставлен в университете для подготовки к профессорскому званию. В 1861 году получил степень кандидата историко-филологических наук, сдал экзамен на степень магистра, но в 1862 году оставил университет и преподавал в киевской гимназии до 1865 года, а затем перешёл учителем в Полтавское уездное училище
В 1870 году уехал за границу; жил в Неаполе. Владея латинским, французским и немецким языками, он изучил итальянский язык настолько, что не раз выступал в местной печати. В Неаполе он женился. В 1874 году вернулся в Россию и поселился в своём небольшом имении в селе Богородицкое в Карачевском уезде Орловской губернии. К 1876 году расширил его покупкой ближайших участков земли, засадил огромный фруктовый сад, ставший вскоре известнейшей опытной помологической станцией.  Он писал:

... именно нам, землевладельцам перенаселенного центра России, пора переходить к интенсивному хозяйству, предоставив обычное хлебопашество исключительно крестьянам. Выделив в свое полное ведение доходный участок почвы, мы можем предоставить обработку остальной земли крестьянам из части, но под непосредственным руководством и контролем землевладельца. Такой способ обеспечит необходимым удобрением избранный для интенсивной культуры участок земли, принесет известный доход с остального имения, и не только поправит благосостояние крестьян, но явится для них превосходной хозяйственной школою.
— «Беседы о практическом плодоводстве»
Пять трёхлетий состоял участковым мировым судьёй, затем председателем Карачевского съезда мировых судей (1886—1889); приглашался к участию в заседаниях сельскохозяйственного совета. Редактировал «Земледельческую газету», выпускавшуюся Министерством земледелия.
Умер 8 августа 1901 года в своём имении.

## Творчество
Его романы, повести, рассказы и стихотворения печатались в «Отечественных Записках» времён Н. А. Некрасова, в «Библиотеке для Чтения», «Русском Вестнике» (М. Н. Каткова и Ф. Н. Берга), «Искре», «Вестнике Европы», «Деле», «Русской Мысли», «Русском Богатстве», «Наблюдателе», «Новом Слове», «Русском Обозрении» и др. Из сочинений Ромера отдельными изданиями вышли «Роман без интриги» (летопись польского восстания в юго-западном крае, 1865), «Сказки и Правда» (сборник рассказов и статей, 1898) и «Стихотворения» (1898).
Более крупные произведения Ромера — романы «Дилетанты» (1872), «Нерешенные задачи» (1895) и «Под разными флагами» (1898). После смерти его собрание сочинений с биографическим очерком под редакцией Е. Дубровского были изданы в Санкт-Петербурге издательством А. Ф. Маркса в 1905 году.
Как публицист и писатель по сельскохозяйственным вопросам, Ромер помещал статьи в «Новом Времени», «С.-Петербургских» и «Московских Ведомостях», «Историческом Вестнике», «Наблюдателе», «Русском Вестнике», «Русском Труде» и др. Отдельно вышли:
- Катехизис практического земледелия по Гамму и Шмиттеру, составленный Ф. Ромером. — СПб.: А.С. Суворин, 1900. — 195 с.
- Беседы о практическом плодоводстве: [С портр. авт.] / Ф. Э. Ромер. — СПБ.: тип. А.С. Суворина, 1901 (обл. 1902). — 214 с.

## Семья
Был женат на Анне Поповой, урождённой Киселевской (из рода, ведущего начало от Адама Киселя).
Дочь — Мария Федоровна (в замужестве Банова), её портрет в 1892 году исполнил художник Ян Ционглинский (находится в ГРМ).